# 刘雍 (真定王)
刘雍（前1世纪—前23年），西汉宗室，即真定安王。汉景帝幼子常山宪王刘舜的玄孙。
刘雍是刘平曾孙，真定烈王刘偃之孙，真定孝王刘由之子。汉元帝永光五年（前39年）真定孝王刘由病故，建昭元年（前38年）刘由的儿子刘雍嗣位，是年为安王元年。刘雍在位十六年，汉成帝阳朔二年（前23年）刘雍病故，谥号安，阳朔三年（前22年）他的儿子刘普嗣位。